# Eliška Bučková
Eliška Bučková (* 23. července 1989 Hodonín) je česká modelka, zpěvačka a vítězka soutěže Česká Miss 2008.

## Životopis
Chodila do základní školy ve Strážnici. Poté začala studovat Arcibiskupské gymnázium v Kroměříži, ale po druhém ročníku studium přerušila. Přešla na Střední odbornou školu ve Strážnici, kde vystudovala kosmetiku.[zdroj?]
V roce 2008 vyhrála soutěž Česká Miss. Ve stejném roce reprezentovala Českou republiku na Miss Universe a obsadila 11. místo z 80 soutěžících. V roce 2010 se dostala do TOP 10 ve světové soutěži Top Model of the World.[zdroj?]
Od roku 2019 působí na pražské muzikálové scéně v Divadle Broadway. Hraje a zpívá v muzikálu Hamlet: The Rock Opera.

## Osobní život
Má čtyři sourozence, tři sestry a bratra. V roce 2010 začala udržovat vztah se zpěvákem Václavem Noidem Bártou, s nímž se zasnoubila, ale v lednu 2013 se v dobrém rozešli. Krátce nato navázala vztah s fotbalistou Jakubem Malinou, synem miliardáře Tomáše Maliny. Téměř tři roky tvořila pár s rybářem Jakubem Vágnerem.[zdroj?]
V roce 2024 se rozešla po čtyřletém vztahu s Radkem Váchou.
V březnu 2013 přiznala, že trpí poruchou příjmu potravy.